# Ein Trio zum Anbeißen
Ein Trio zum Anbeißen ist eine US-amerikanische Fernsehserie, die vom 11. März 1998 bis zum 16. Mai 2001 auf dem Fernsehsender ABC ausgestrahlt wurde. In Deutschland war die Serie erstmals vom 30. Dezember 2000 bis zum 13. Juli 2002 auf VOX zu sehen.
Im Englischen hieß die Serie Two Guys, a Girl and a Pizza Place. In der dritten Staffel wurde die Serie in Two Guys and a Girl umbenannt, da die Pizzeria, in der Pete und Berg gearbeitet hatten, keine Rolle mehr in der Serie spielte.

## Charaktere
Michael Bergen (Ryan Reynolds), von allen „Berg“ genannt, will Medizin studieren. Bis es so weit ist, nimmt er an fragwürdigen Experimenten teil. Er testet z. B. Allergiemedikamente, sprechende Marathon-Schuhe und Cremes mit hohen Östrogenanteilen, die ihn dazu bringen, bei der geringsten Kleinigkeit in Tränen auszubrechen. Neben seinem Studium arbeitet er zusammen mit seinem Mitbewohner und besten Freund Pete in Bills „Beacon Street Pizza“. Wenn ihm langweilig ist, mischt er sich gerne in Petes Angelegenheiten ein, was letztlich nicht immer gut geht.
Peter „Pete“ Dunville (Richard Ruccolo) ist Bergs Mitbewohner und bester Freund. Er studiert Architektur, ist sich aber nicht sicher, ob er diesen Beruf auch wirklich ausüben will. Als er später entscheidet, das Studium aufzugeben, jobbt er zunächst in der Pizzeria und wird später Sportberichterstatter, wobei er kläglich scheitert, dann Chauffeur. Letztendlich findet er sein Glück bei der Feuerwehr.
Sharon Carter (Traylor Howard) ist die beste Freundin von Pete und Berg. In ihrer Jugendzeit war sie Umweltaktivistin, aber arbeitet jetzt als Pressesprecherin für einen Konzern, der die Umwelt verschmutzt. Sie ist um keine Antwort verlegen und ehrlich – zumindest im Privatleben.
Johnny Donnelly (Nathan Fillion) taucht erstmals in der 2. Staffel auf. Er ist Sharons neuer Freund, der jedoch von Pete und Berg abgelehnt wird, da sie ihn für dumm halten. Sharon und er heiraten schließlich nach einigen Problemen und ziehen in ein eigenes Haus.
Ashley Walker (Suzanne Cryer) ist eine Kommilitonin von Berg. Beide verbindet eine gegenseitige Abneigung, da Berg nicht ertragen kann, dass sie bessere Noten hat als er. Auch Pete und Sharon mögen Ashley nicht, da sie alles direkt sagt und sehr beleidigend ist. Im Laufe der Serie werden sie und Berg ein Paar. Jedoch ist Ashley noch verheiratet und Berg muss wieder für eine gemeinsame Beziehung kämpfen. Nachdem Berg Ashley wieder für sich gewinnen konnte, zieht sie bei ihm ein. Doch auch das ist nicht von langer Dauer. Nach der erneuten Trennung wird sie Untermieterin bei Sharon und Johnny. Gegen Ende der Serie kommt sie schließlich mit Pete zusammen.
Irene (Jillian Bach) ist die etwas verrückte Nachbarin von Pete und Berg. Ihre Zeit widmet sie mit Vorliebe ihren Katzen. Nachdem Pete ihr einen Gefallen getan hat, glaubt sie, dass er in sie verliebt sei. Pete kann sie jedoch nicht vom Gegenteil überzeugen und sie stellt ihm unentwegt nach. Sie lässt Pete erst in Ruhe, als sie sich in Berg verliebt. Berg und Irene werden schließlich ein Paar.
Bill (Julius Carry) ist der Besitzer der Pizzeria „Beacon Street Pizza“ und der Chef von Pete und Berg. Er muss sich ständig die Probleme von Pete und Berg anhören und hat große Schwierigkeiten dabei, die beiden zum Arbeiten zu bewegen.
Melissa (Jennifer Westfeldt) ist in der ersten Staffel Petes Freundin. Eigentlich will Pete mit ihr Schluss machen, aber überlegt es sich dann doch noch anders. Als er ihr aber deutlich macht, dass er kein Interesse daran hat, mit ihr zusammenzuziehen, kommt es zur Trennung.
Mr. Bauer (David Ogden Stiers) ist Dauergast in der „Beacon Street Pizza“. Er ist geistig etwas verwirrt und will den Gästen immer wieder Geschichten aus seinem bewegten Leben erzählen. Jedoch handelt es sich dabei um Handlungsstränge aus berühmten Filmklassikern.

## Besetzung
| Rollenname      | Schauspieler       | Synchronsprecher   |
| --------------- | ------------------ | ------------------ |
| Michael Bergen  | Ryan Reynolds      | Kim Hasper         |
| Peter Dunville  | Richard Ruccolo    | Dennis Schmidt-Foß |
| Sharon Carter   | Traylor Howard     | Bianca Krahl       |
| Johnny Donnelly | Nathan Fillion     | Dietmar Wunder     |
| Ashley Walker   | Suzanne Cryer      | Maud Ackermann     |
| Mr. Bauer       | David Ogden Stiers | Jürgen Kluckert    |
| Irene           | Jillian Bach       | Sonja Spuhl        |
| Melissa         | Jennifer Westfeldt |                    |
| Bill            | Julius Carry       |                    |

## Trivia
Ein Trio zum Anbeißen teilt sich ein Serienuniversum mit Die Drew Carey Show. In Folge 19 (Eine kleine Horrorshow) tritt Kathy Kinney in ihrer dort beheimateten Rolle der Mimi Bobeck auf.

## Auszeichnungen
- 1998 BMI TV Music Award für Mark Vogel (Titelmusik)
- 2001 American Choreography Award für die Episode „Ohne Worte“